# Lehtosaari (ö i Norra Karelen, Mellersta Karelen, lat 62,32, long 30,01)
Lehtosaari är en ö i Finland. Den ligger i sjön Suuri-Onkamo och i kommunen Rääkkylä i den ekonomiska regionen  Mellersta Karelens ekonomiska region  och landskapet Norra Karelen, i den sydöstra delen av landet, 400 km nordost om huvudstaden Helsingfors. Öns area är 0,4 hektar och dess största längd är 90 meter i sydöst-nordvästlig riktning.